# Rhodobryum umbraculum
Rhodobryum umbraculum är en bladmossart som beskrevs av W. P. Schimper och Jean Édouard Gabriel Narcisse Paris 1898. Rhodobryum umbraculum ingår i släktet rosmossor, och familjen Bryaceae. Inga underarter finns listade i Catalogue of Life.